# David Griffin
David Griffin (født 19 juli 1943) er en engelsk skuespiller kendt som Sqdn-LDR Clive Dempster DFC i Hi-De-Hi! mellem 1984 og 1988 og Emmet Hawksworth i Fint skal det være mellem 1991 og 1995.
Efter at have afsluttet Fint skal det være turnerede han verden over med Su Pollard i stageshowet Den Gode Sex Guide. Han var også med i pantomimer (revyer) som Jack og Beanstalk